# Tropiocolotes nattereri
Espèce
Statut de conservation UICN

 LC  : Préoccupation mineure
Tropiocolotes nattereri est une espèce de geckos de la famille des Gekkonidae.

## Répartition
Cette espèce se rencontre en Arabie saoudite, en Jordanie, en Israël, en Égypte et en Libye.

## Description
C'est un gecko terrestre, nocturne et insectivore. il peut mesurer au maximum 10 cm.

## Étymologie
Cette espèce est nommée en l'honneur de Johann Natterer.

## Publication originale
- Steindachner, 1901 "1900" : Expedition S. M. Schiff Pola in das Rothe Meer. Bericht über die herpetologischen Aufsammlungen. Denkschriften Akademie der Wissenschaften in Wien, Mathematisch-Naturwissenschaftliche Klasse, vol. 69, p. 325-339 (texte intégral).